# Tribulus omanense
Tribulus omanense är en pockenholtsväxtart som beskrevs av H. Hosni. Tribulus omanense ingår i släktet tiggarnötter, och familjen pockenholtsväxter. Utöver nominatformen finns också underarten T. o. yemenense.